# 1995 (album Kruder & Dorfmeister)
1995 – debiutancki album studyjny zespołu Kruder & Dorfmeister, wydany 13 listopada 2020 roku.

## Album

### Historia
Kruder & Dorfmeister zadebiutowali w 1993 roku nieskazitelnymi rytmami, zapisanymi na EP-ce G-Stoned, a w 1998 roku podnieśli poprzeczkę swoim ulubionym albumem kompilacyjnym, The K&D Sessions. 1995 jest ich pierwszym albumem studyjnym. Został wydany przez należącą do zespołu wytwórnię G-Stone Recordings 13 listopada 2020 roku jako: podwójny LP, digital download (14 plików FLAC) oraz jako CD.

### Muzyka
Piętnaście utworów, które znalazło się na tym wydawnictwie, było od około ćwierćwiecza znanych jedynie wąskiemu gronu i w bardzo ograniczonej wersji. Utwory powstały pomiędzy 1993 a 1995 rokiem, kiedy muzycy intensywnie komponowali wykorzystując do tego celu komputer Atari ST-1040 i sampler AKAI S-1100. W 2020 roku opracowali je na wydawnictwo albumowe, podnosząc ich jakość do współczesnych standardów studyjnych, ale zachowując przy tym trip hopowe brzmienie z połowy lat 90. XX wieku, hip-hopowe instrumentacje, pętle, linie basu, sample, breakbeaty i pogłosy. Nieprzypadkowo też tytuł albumu, 1995, nawiązuje do tego momentu w czasie, kiedy gatunek chillout/downtempo był u szczytu powodzenia, a wytwórnia G-Stone Recordings znajdowała się na czele stawki, wydając doskonałe utwory utalentowanych artystów, które w ciągu następnych dekad nie straciły na aktualności. Pod wieloma względami album jest naturalnym rozszerzeniem wydanej dwa lata wcześniej EP-ki G-Stoned. W utworze „Johnson” muzycy wykorzystali sampling bluesmana Roberta Johnsona, połączony z mrocznym breakiem i pomysłową linią melodyczną thereminu, z gwizdem pod koniec nagrania. Barwne „Morning” i „Swallowed The Moon” cechują intensywne smyczki i wijące się w tle brzmienie elektrycznego pianina. Najbardziej osobliwym albumu utworem jest 13-minutowy, epicki „One Break”, osadzony w jazzującym, ambientowo-drum and basowym klimacie, z piszczałkami, odgłosami ptaków i afrykańskimi bębnami w tle.

Teraz [album] wygląda, sprawia wrażenie i brzmi prawie dokładnie tak samo, jak te 10 oryginalnych utworów z 1995 roku. (...) W pewnym sensie jest to muzyczna podróż w czasie. Z drugiej strony, jeśli muzyka staje się klasyczna i ponadczasowa, to znaczy, że jest na czasie, niezależnie od czasu.

### Lista utworów
| A1. | Johnson            |  |
|     |                    |  |
| A2. | Love Hope Change   |  |
|     |                    |  |
| A3. | Swallowed The Moon |  |
|     |                    |  |
| A4. | Spring             |  |
|     |                    |  |
| A5. | Dope               |  |
|     |                    |  |

| B1. | King Size     |  |
|     |               |  |
| B2. | Holmes        |  |
|     |               |  |
| B3. | Don Gil Dub   |  |
|     |               |  |
| B4. | Stop Sceaming |  |
|     |               |  |

| C1. | Morning         |  |
|     |                 |  |
| C2. | White Widow     |  |
|     |                 |  |
| C3. | In Bed With K+D |  |
|     |                 |  |
| C4. | Ambiente        |  |
|     |                 |  |

| D1. | One Break |  |
|     |           |  |
| D2. | Love Talk |  |
|     |           |  |

| 1.  | Johnson            | 5:39    |
|     |                    |         |
| 2.  | Love Hope Change   | 4:42    |
|     |                    |         |
| 3.  | Swallowed The Moon | 3:25    |
|     |                    |         |
| 4.  | Spring             | 3:56    |
|     |                    |         |
| 5.  | Dope               | 2:42    |
|     |                    |         |
| 6.  | King Size          | 4:57    |
|     |                    |         |
| 7.  | Holmes             | 1:34    |
|     |                    |         |
| 8.  | Don Gil Dub        | 3:33    |
|     |                    |         |
| 9.  | Morning            | 5:15    |
|     |                    |         |
| 10. | White Widow        | 5:25    |
|     |                    |         |
| 11. | In Bed with K+D    | 4:18    |
|     |                    |         |
| 12. | Ambiente           | 5:44    |
|     |                    |         |
| 13. | One Break          | 13:15   |
|     |                    |         |
| 14. | Lovetalk           | 2:38    |
|     |                    |         |
|     |                    | 1:07:03 |
|     |                    |         |

## Odbiór

### Opinie krytyków
| Oceny łączne      | Oceny łączne |
| Publikacja        | Ocena        |
| ----------------- | ------------ |
| Album of the Year | 60/100       |
| Recenzje          |              |
| Publikacja        | Ocena        |
| The Arts Desk     | [ 12 ]       |
| laut.de           | [ 6 ]        |
| RYM               | 3.49/5       |
| Sputnikmusic      | 3.9/5        |

W opinii Manfreda Klimka z dziennika Die Welt 1995 to „powolny, niespieszny, bardzo harmonijny album, wyraźnie otwierający drzwi do progresywności, której potem było bardzo dużo na K&D Sessions. (…) Nowy stary album to przypomnienie czasów długich zachodów słońca, wiecznego chłodu i niebieskich pigułek Ecstazy”.
„1995 to pogodny, oparty na dubowym rytmie zestaw instrumentalnych kawałków, w większości których rządzi niepodzielnie rygor 80 bitów na minutę” – ocenia Mateusz Piżyński z serwisu Nowamuzyka.pl.
Zdaniem Maximiliana Fritza z magazynu laut.de 1995 jest albumem, który „rozwiązuje przeciwieństwa i ostrożnie je godzi: długą przeszłość, w której powstawał, z ponurą teraźniejszością, rozwlekły stoneryzm z muzyczną impertynencją, powściągliwość z kuszącą nonszalancją.
Thomas H Green z The Arts Desk uważa, że „trwający około godziny i kwadransa 1995 jest zdecydowanie zbyt długi dla trzeźwego melomana. Jednak wyselekcjonowane utwory mają swoje momenty”. Za najlepszy autor uważa 13-minutowy 'One Beat', „widmowy utwór, który wyprzedza dubstepowych abstrakcjonistów, Buriala i Shackletona”. (…) Reszta po prostu płynie, przyjemnie, marzycielsko, nawet funkowo, ale także zapominalsko. Ten album jest przeznaczony do słuchania bez opamiętania. Taka jest jego funkcja” – podsumowuje.

### Listy tygodniowe
| Kraj       | Lista                      | Pozycja |
| ---------- | -------------------------- | ------- |
| Austria    | AustrianCharts             | 2       |
| Niemcy     | Offizielle Deutsche Charts | 12      |
| Szwajcaria | Schweizer Hitparade        | 10      |